# Heterostegane thibetaria
Heterostegane thibetaria là một loài bướm đêm trong họ Geometridae.